# Croeselaan
De Croeselaan is een straat in de Nederlandse stad Utrecht. Hij loopt van het Westplein tot aan de Vondellaan en ligt tussen het Station Utrecht Centraal en de Jaarbeurs.
Van circa 1664 tot 1931 liep hier de Blekersgracht. De naam Croeselaan is afkomstig van de familie Croes, die in de 18e eeuw de steenbakkerij Groenendaal aan de Leidsevaart bezaten. Na 1868 was het huis Groenendaal in gebruik als kantoorgebouw van Bierbrouwerij De Krans. Vanaf omstreeks 1888 lag aan het begin van de Croeselaan een eeuw lang de Hojelkazerne. Van 1928 tot 1970 bevond zich aan de Croeselaan een grote veemarkt alsook de automarkt.
Aan de weg liggen naast de Jaarbeurs en huizen enkele grote kantoren, waaronder het hoofdkantoor van de Rabobank (nr. 18), de Volksbank (nr. 1) en Rijkskantoor de Knoop (Mineurslaan 500).

## Fotogalerij

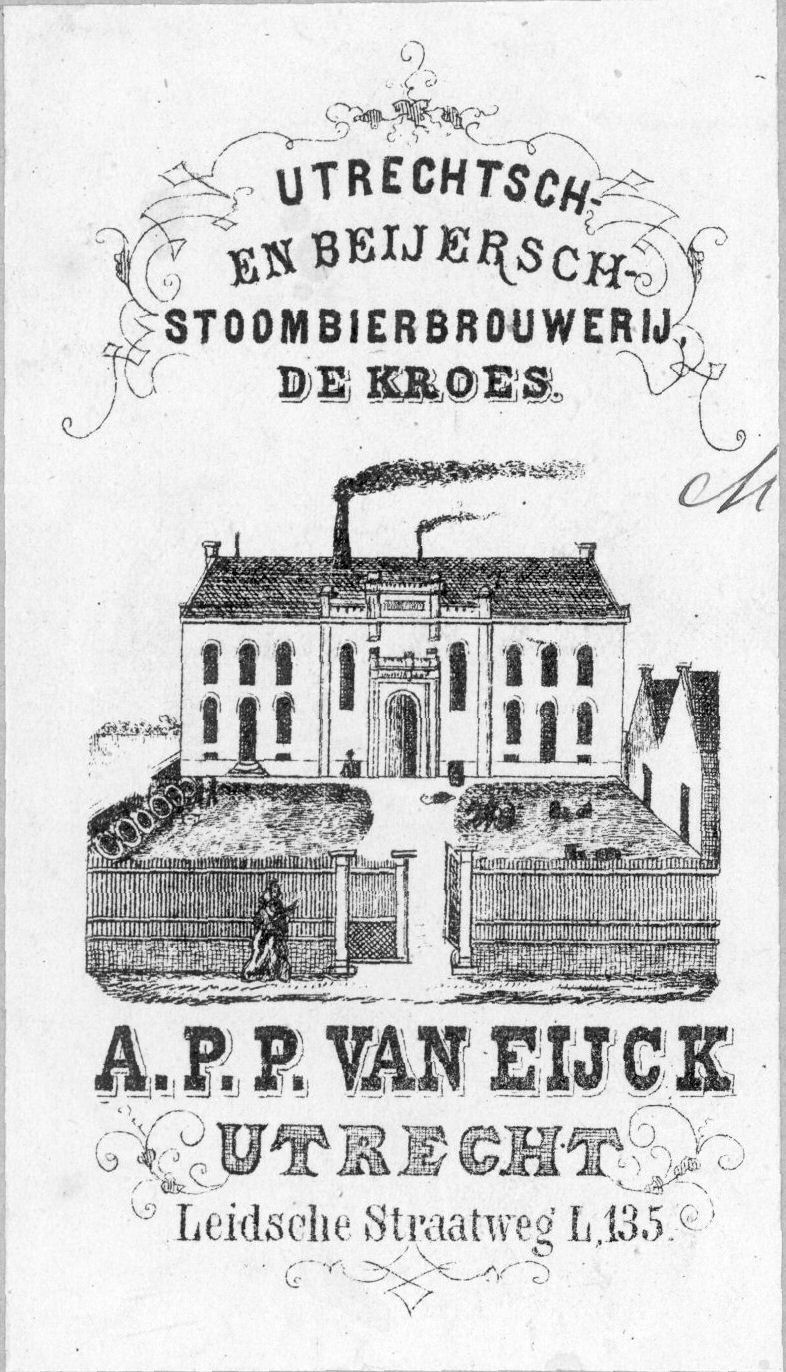
Bierbrouwerij De Kroes, Croeselaan 1
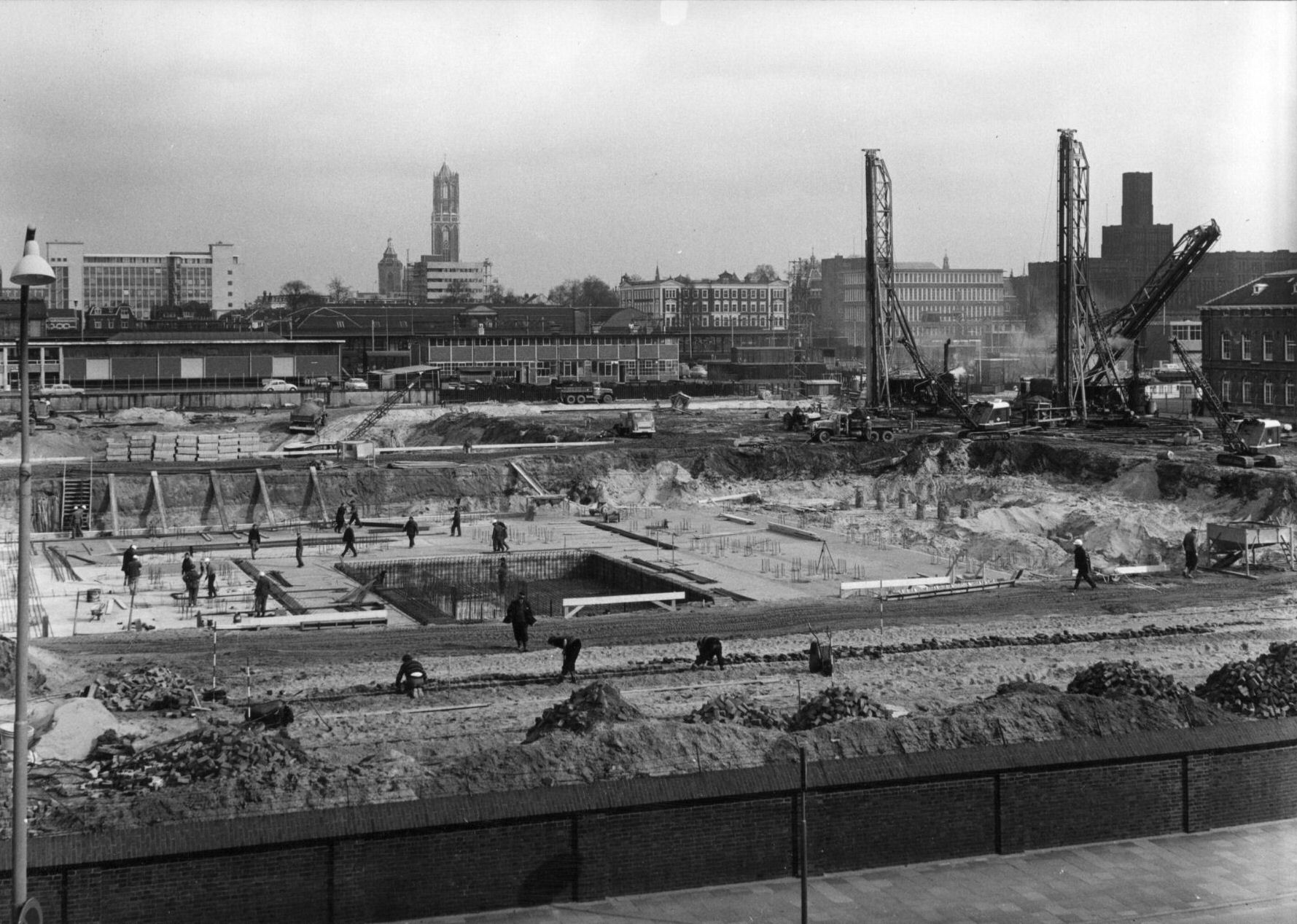
Bouw van het Beatrixgebouw in 1967
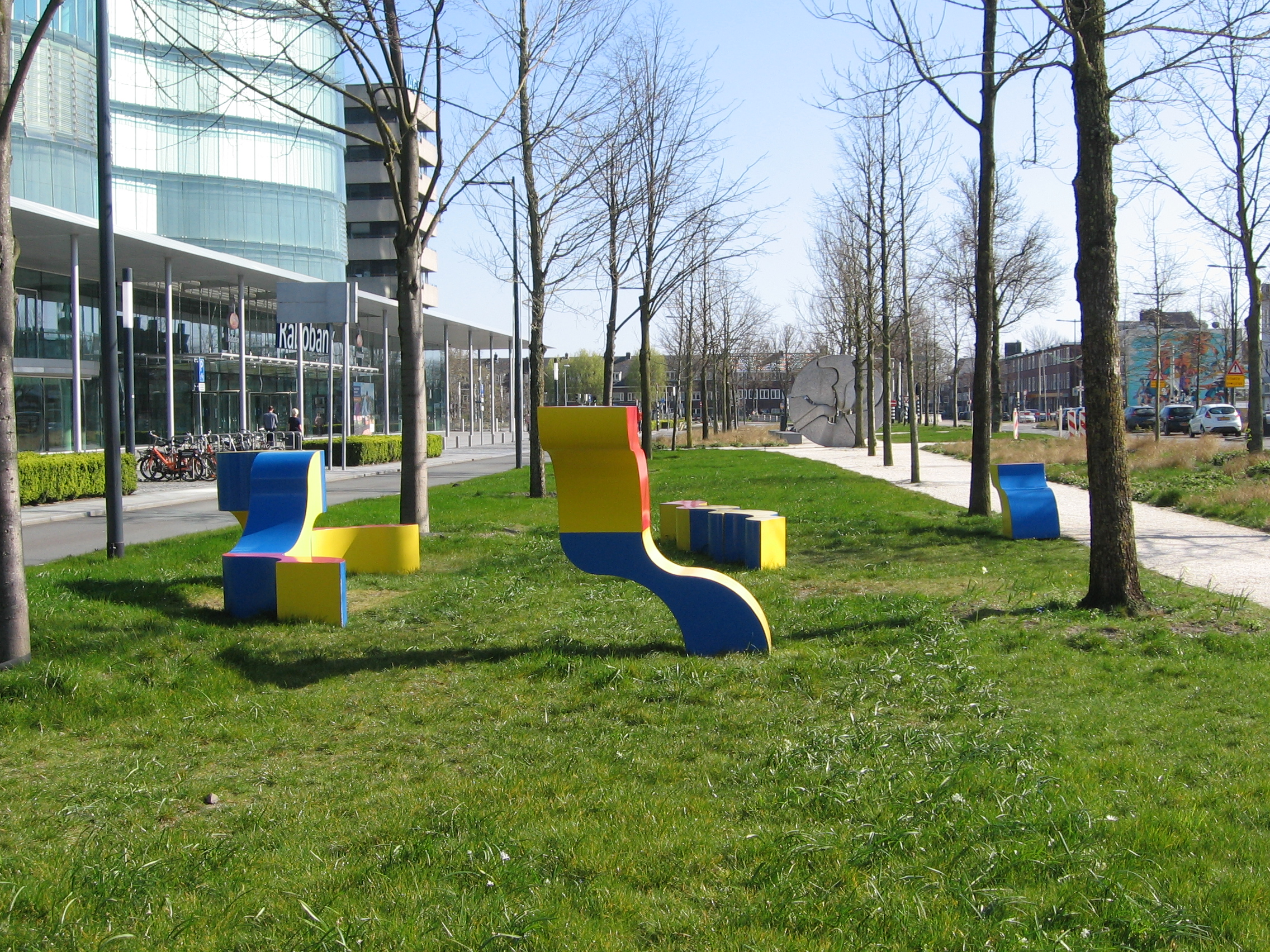
Beeldenpark in de middenberm van de Croeselaan
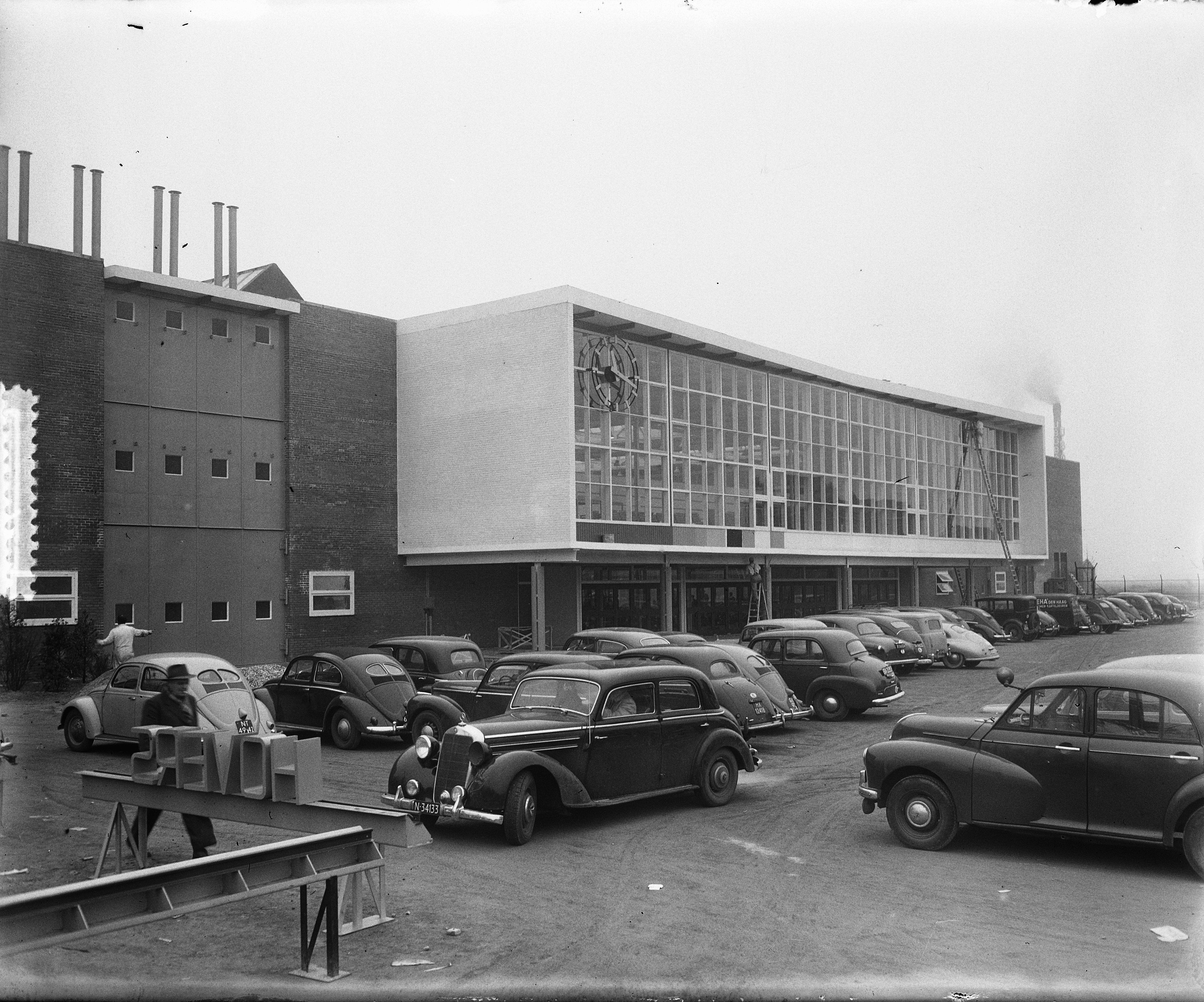
Bernhard Hal, Jaarbeurs in 1953
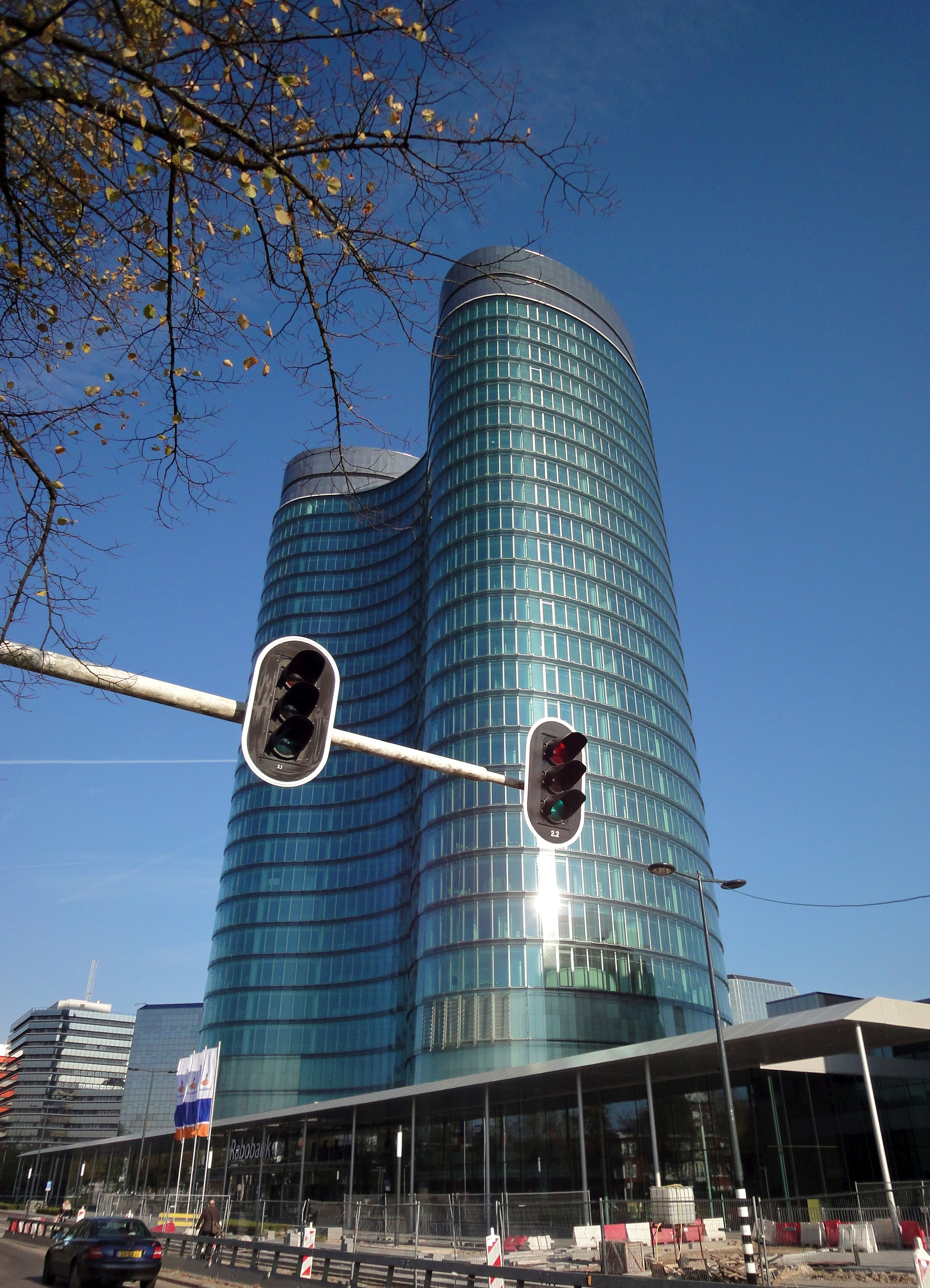
Het Rabobank hoofdkantoor 'De Verrekijker' gezien vanaf de Croeselaan

## Lijst van gebouwen
Lijst van prominente gebouwen met adres aan de Croeselaan
| Adres                                        | Bouwjaar | Sloopjaar | Functie      | Architect                        | Afbeelding |
| -------------------------------------------- | -------- | --------- | ------------ | -------------------------------- | ---------- |
| nr. 1 kantoorgebouw REAAL thans De Volksbank | 1992     | -         | kantoren     | Van den Broek en Bakema          |            |
| nr. 3                                        | 1993     | -         | parkeren     |                                  |            |
| nr. 15                                       | 1998     | -         | kantoren     | Van den Broek en Bakema          |            |
| nr. 18 Rabotoren                             | 2011     | -         | kantoren     | Rob Ligtvoet Kraaijvanger Urbis  |            |
| nr. 18 Rabobank-gebouw                       | 1983     | -         | kantoren     | Ton Fichtinger, Hans Bak Articon |            |
| nr. 22 Centrum voor Informatieverwerking     | 1972     | 2006      | rekencentrum | J. Bak NV. Spoorwegopbouw        |            |
| nr. 28 kantoorgebouw PUEM, thans Rabobank    | 1972     | -         | kantoren     | Op ten Noort Blijdenstein        |            |

Lijst van prominente gebouwen aan de Croeselaan met adres elders
| Adres                                  | Bouwjaar | Sloopjaar | Functie                     | Architect                                          | Afbeelding |
| -------------------------------------- | -------- | --------- | --------------------------- | -------------------------------------------------- | ---------- |
| Rijkskantoren De Knoop Mineurslaan 500 | 1990     | -         | rijkskantoren               | J. Houtekamer Dienst Gebouwen, Werken en Terreinen |            |
| Beatrixgebouw Jaarbeursplein 6         | 1970     | -         | theater, conferentiecentrum | Rein Fledderus                                     |            |

3e Buurkerksteeg ·
A.B.C.-straat ·
Abraham Dolesteeg ·
Achter de Dom ·
Achter St.-Pieter ·
Agnietenstraat ·
Ambachtstraat ·
Annastraat ·
Bakkerstraat ·
Breedstraat ·
Boothstraat ·
Boterstraat ·
Brigittenstraat ·
Bijlhouwerstraat ·
Catharijnekade ·
Catharijnesingel ·
Choorstraat ·
Croeselaan ·
Domplein ·
Domstraat ·
Donkere Gaard ·
Donkerstraat ·
Dorstige Hartsteeg ·
Drakenburgstraat ·
Drieharingstraat ·
Drift ·
Eligenstraat ·
Ganzenmarkt ·
Geertekerkhof ·
Hamburgerstraat ·
Hamsteeg ·
Hanengeschrei ·
Hardebollenstraat ·
Haverstraat ·
Hekelsteeg ·
Herenstraat ·
Hoogt ·
Jaarbeursplein ·
Jacobsgasthuissteeg ·
Jacobijnenstraat ·
Jansdam ·
Janskerkhof ·
Jansveld ·
Jodenrijtje ·
Keistraat ·
Keizerstraat ·
Kintgenshaven ·
Kleine Slachtstraat ·
Korte Jansstraat ·
Korte Lauwerstraat ·
Korte Minrebroederstraat ·
Korte Nieuwstraat ·
Korte Smeestraat ·
Kromme Nieuwegracht ·
Lange Elisabethstraat ·
Lange Jansstraat ·
Lange Jufferstraat ·
Lange Lauwerstraat ·
Lange Nieuwstraat ·
Lange Smeestraat ·
Lange Viestraat ·
Lauwersteeg ·
Leidseveer ·
Lichte Gaard ·
Loeff Berchmakerstraat ·
Lucasbolwerk ·
Lijnmarkt ·
Mariahoek ·
Mariaplaats ·
Massegast ·
Minrebroederstraat ·
Moreelsepark ·
Muntstraat ·
Neude ·
Nicolaas Beetsstraat ·
Nieuwegracht ·
Nobeldwarsstraat ·
Nobelstraat ·
Oudegracht ·
Oudkerkhof ·
Paardenveld ·
Pieterskerkhof ·
Pieterstraat ·
Plompetorenbrug ·
Plompetorengracht ·
Potterstraat ·
Predikherenkerkhof ·
Predikherenstraat ·
Ridderschapstraat ·
Servetstraat ·
Slachtstraat ·
St.-Jacobsstraat ·
Springweg ·
Stadhuisbrug ·
Steenweg ·
Sterrenburg ·
Strosteeg ·
Telingstraat ·
Tolsteegbarrière ·
Tolsteegbrug ·
Trans ·
Twijnstraat en Twijnstraat aan de Werf ·
Van Asch van Wijckskade ·
Vinkenburgstraat ·
Vismarkt ·
Voetiusstraat ·
Voorstraat ·
Vredenburg ·
Waterstraat ·
Wed ·
Wittevrouwenstraat ·
Wijde Begijnestraat ·
Zadelstraat ·
Zakkendragerssteeg ·
Zuilenstraat ·
Zwaansteeg